# Mistrovství světa v judu 1983
XII. mistrovství světa se konalo v paláci sportu Lužniki v Moskvě ve dnech 13.-16. října 1983.

## Program
- ČTV - 13.10.1983 - těžká váha (+95 kg)
- ČTV - 13.10.1983 - polotěžká váha (−95 kg)
- PAT - 14.10.1983 - střední váha (−86 kg)
- PAT - 14.10.1983 - polostřední váha (−78 kg)
- SOB - 15.10.1983 - lehká váha (−71 kg)
- SOB - 15.10.1983 - pololehká váha (−65 kg)
- NED - 16.10.1983 - superlehká váha (−60 kg)
- NED - 16.10.1983 - bez rozdílu vah

## Výsledky
| Kategorie | Zlato                       | Stříbro                    | Bronz                     | Bronz                      |
| --------- | --------------------------- | -------------------------- | ------------------------- | -------------------------- |
| −60 kg    | Chazret Tleceri (URS)RUS    | Tamás Bujkó (HUN)          | Ken’iči Haraguči (JPN)    | Klaus-Peter Stolberg (GDR) |
| −65 kg    | Nikolaj Soloduchin (URS)RUS | Jošijuki Macuoka (JPN)     | Janusz Pawłowski (POL)    | Sandro Rosati (ITA)        |
| −71 kg    | Hidetoši Nakaniši (JPN)     | Ezio Gamba (ITA)           | Tamaz Namgalauri (URS)GEO | Steffen Stranz (FRG)       |
| −78 kg    | Nobutoši Hikage (JPN)       | Neil Adams (GBR)           | Šota Chabareli (URS)GEO   | Mircea Frăţică (ROU)       |
| −86 kg    | Detlef Ultsch (GDR)         | Fabien Canu (FRA)          | Robert Berland (USA)      | Seiki Nose (JPN)           |
| −95 kg    | Andreas Preschel (GDR)      | Valerij Divisenko (URS)RUS | Günther Neureuther (FRG)  | Robert Van de Walle (BEL)  |
| +95 kg    | Jasuhiro Jamašita (JPN)     | Willy Wilhelm (NED)        | Mihai Cioc (ROU)          | Henry Stöhr (GDR)          |